# 通伏乡
通伏乡，是中华人民共和国宁夏回族自治区石嘴山市平罗县下辖的一个乡镇级行政单位。

## 行政区划
通伏乡下辖以下地区：
通伏村、金堂桥村、集中村、永兴村、团结村、马场村、永华村、五香村、新潮村、通城村、新丰村、罗家庄村、新林村和黄河湿地保护林场。